# 조반니 바티스타 페르골레시

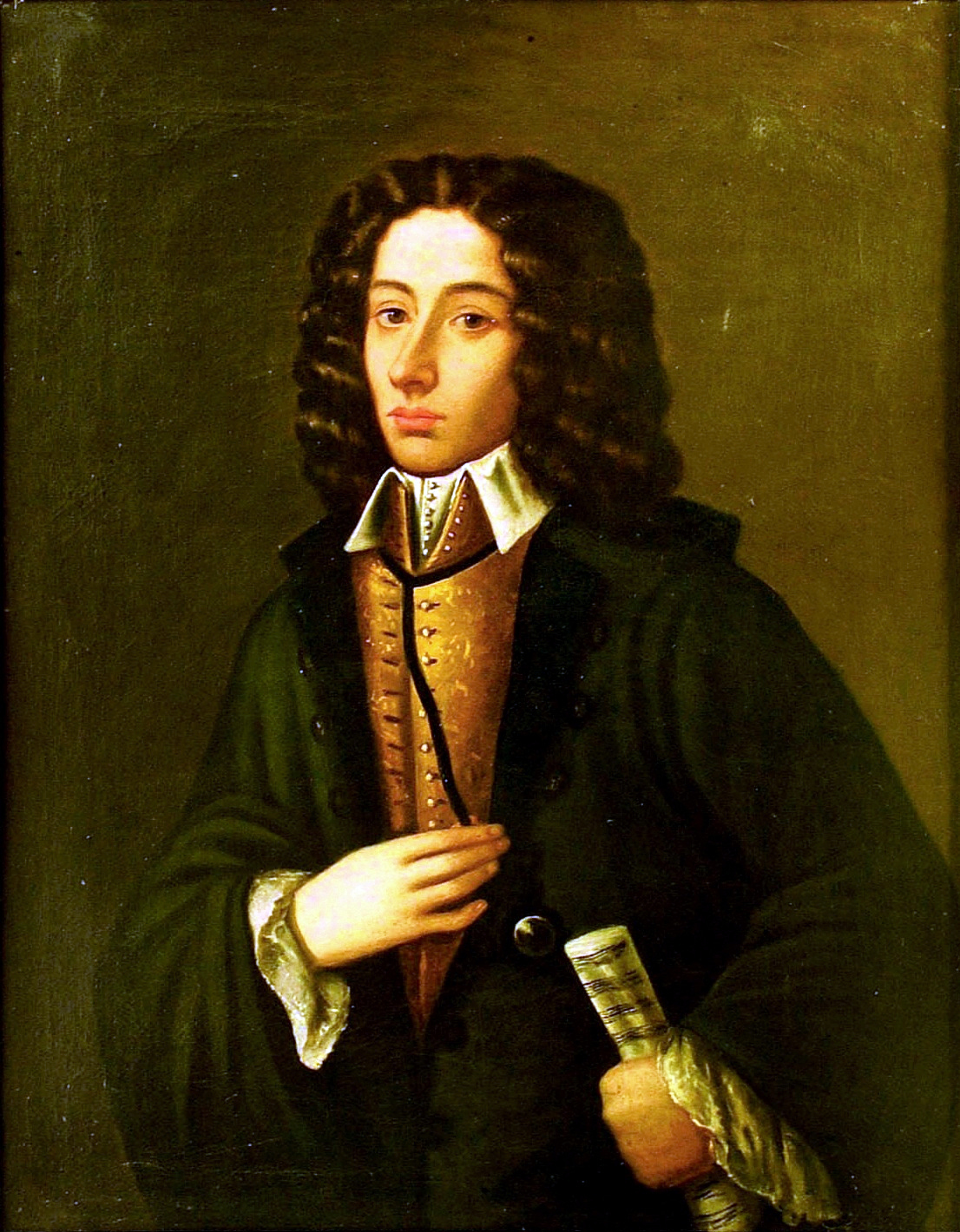
조반니 바티스타 페르골레시

조반니 바티스타 페르골레시(이탈리아어: Giovanni Battista Pergolesi, 1710년 1월 4일 ~ 1736년 3월 16일)은 이탈리아의 작곡가이자 바이올린 연주자, 오르간 연주자였다. 그는 장중한 바로크 음악양식으로부터 명쾌한 고전파양식으로 전환하는 시기에 활약하고 26세의 나이로 단명한 천재적 작곡가로 오페라 부파 초기의 중요한 작곡가 중 한 사람으로 평가된다.

## 생애
중부 이탈리아 출신으로 소년 시대에 현저한 재능을 보였기 때문에 영주의 경제적 원조를 얻어 나폴리에서 본격적으로 음악을 배웠다. 그는 바이올린에 뛰어났으며 특히 교사들이 감탄해 마지않는 즉흥 연주 솜씨를 지니고 있었다. 1731년 21세로 음악원을 졸업하였다. 오페라 및 종교음악의 작곡가로서 데뷔했으나 그 뒤 불과 5년간 작곡가로 활약한 데 지나지 않았다. 한동안 나폴리 귀족의 악장으로 일했으나 그 동안 나폴리의 오페라 극장에도 진출하여 1733년에 발표한 막간극(幕間劇) <마님이 된 하녀>의 성공으로 페르골레시의 이름은 곧 전 유럽에 알려지게 되었다. 그가 죽은 후 파리에서 상연된 <마님이 된 하녀>가 루소를 중심으로 이른바 '부퐁 논쟁'을 야기시킨 일은 유명하다. 1734년 2월, 24세의 젊은 나이로 나폴리시의 예배당 악장 대리에 취임했다. 그러나 1735년경부터 지병(持病)인 폐병이 악화되어 다음해 2월 의사의 권유로 전지요양을 떠났으나 3월 16일 26세라는 젊은 나이에 세상을 떠났다. 그의 작풍은 장대한 구성력이 부족다는 평이 있지만 멜로디의 매끄러움, 신선한 아름다움과 풍부한 화성의 뉘앙스, 그리고 섬세함으로 걸출하다. 특히 성악의 텍스처(書法)는 광채를 느낄 수 있다.
- 마님이 된 하녀

그의 일생일대의 걸작일 뿐만 아니라 18세기 후반에 볼 수 있는 오페라 부파의 전성 계기를 만든 역사적 작품이다. 등장 인물은 불과 세 사람이고 게다가 한 사람은 벙어리여서 전혀 노래를 하지 못한다. 오케스트라도 현악기만으로 된 소규모이다. 전부가 2막으로 되었다. 나폴리의 부호 우베르트는 하녀인 세르피나가 너무나 횡포를 부려, 결혼하여 세르피나를 내보내려고 결혼상대를 구해 오라고 세르피나에게 명령한다. 세르피나는 한 계략을 생각하여, 벙어리 하인 베스포네의 힘을 빌려 멋지게 우베르트의 부인으로 들어앉는다는 줄거리이다.

## 작품

### 실내악
- 《플루트 협주곡》 G장조
- 《플루트와 2대의 바이올린을 위한 협주곡》 D장조
- 《플루트와 2대의 바이올린을 위한 협주곡》 G장조
- 《바이올린 협주곡》 B♭장조